# Anouk (nome)
Anouk  è un nome proprio di persona francese e olandese femminile.

## Origine e diffusione
Si tratta di un diminutivo di Anna.

## Onomastico
L'onomastico può essere festeggiato lo stesso giorno di Anna, cioè solitamente il 26 luglio, in memoria di sant'Anna.

## Persone
- Anouk, cantante olandese
- Anouk Aimée, attrice francese

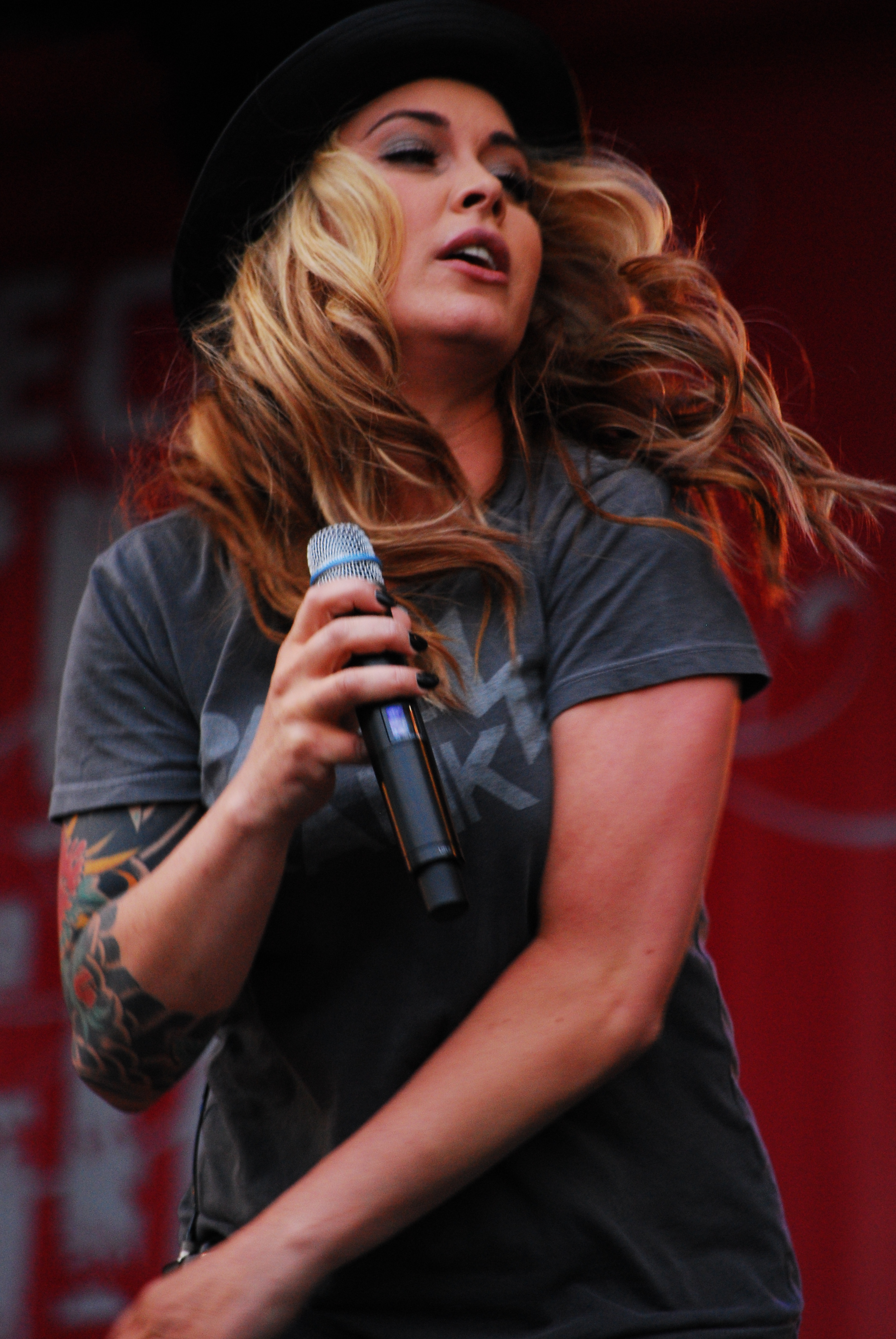
Anouk

- Anouk Bessy, sciatrice alpina francese
- Anouk Dekker, calciatrice olandese
- Anouk Faivre-Picon, fondista francese
- Anouk Grinberg, attrice francese
- Anouk Hoogendijk, calciatrice olandese
- Anouk Leblanc-Boucher, pattinatrice canadese
- Anouk Saint Jours, pentatleta francese
- Anouk Vetter, atleta olandese

## Il nome nelle arti
- Anouk Rocher è un personaggio dei romanzi di Joanne Harris Chocolat e Le scarpe rosse, e del film del 2000 Chocolat tratto dal primo libro.